# せんぼんよしこ
せんぼん よしこ（本名：千本 福子、1928年11月6日 - ）は、日本のTVディレクター、映画監督。

## 略歴
中国大連生まれ。1953年、早稲田大学文学部芸術科を卒業、日本テレビ入社。
1959年～1962年の「愛の劇場」シリーズで注目される。10年近くのブランクの後、「ああ!この愛なくば」でドラマの演出に復帰。この作品で1980年度芸術祭大賞受賞。1988年、原爆を扱った「明日－一九四五年長崎」を最後に退社。
代表作に「縁」「てんつくてん」「はいから鯉さん」「母たることは地獄のごとく」「山を走る女」「好き?」など。
2006年、3年の歳月を費やして初監督映画「赤い鯨と白い蛇」を完成させ、モントリオール国際映画祭新人監督部門に出品。

## 受賞
出典：
- 1961年
  - 放送作家協会演出者賞
  - 芸術祭賞(奨励賞、第16回、昭和36年度)「縁」
- 1963年 - ギャラクシー賞
- 1980年
  - テレビ大賞(個人賞、第13回)「ああ!この愛なくば」
  - 芸術祭賞(大賞)「ああ!この愛なくば」
- 1981年 - 放送ウーマン賞1980
- 2007年
  - 第16回日本映画批評家大賞(特別女性監督賞)「赤い鯨と白い蛇」[3]
  - 藤本賞(新人賞、第26回)「赤い鯨と白い蛇」